# 雷諾茲維爾 (喬治亞州)
雷諾茲維爾（英語：Reynoldsville）是位於美國喬治亞州塞米諾爾縣的一個非建制地區。該地的面積和人口皆未知。

## 地理
雷諾茲維爾的座標為31°51′26″N 84°46′41″W / 31.85722°N 84.77806°W，而該地的平均海拔高度為33米（即108英尺）。